# Lee Erwin
Lee Erwin, né le 19 mars 1994 à Bellshill en Écosse, est un footballeur écossais. Il évolue au poste d'attaquant dans le club de Saint Mirren.

## Carrière
Après avoir été prêté trois mois auprès de l'Arbroath FC lors de la saison 2013-2014, Lee Erwin quitte le Motherwell FC et signe en faveur de Leeds United lors de l'été 2015. Trois mois après son transfert, il est prêté un mois au Bury FC.
Le 9 juillet 2016, il est prêté au Oldham Athletic.
Le 28 juillet 2017, il rejoint Kilmarnock.
Le 12 août 2018, il rejoint Tractor Sazi, dont l'entraîneur est John Toshack.
Le 23 juillet 2019, il rejoint Ross County.
Le 10 septembre 2020, il rejoint Saint Mirren.

## Statistiques
| Saison                | Club                  | Championnat           | Championnat | Championnat | Coupe(s) nationale(s) | Coupe(s) nationale(s) | Compétition(s) continentale(s) | Compétition(s) continentale(s) | Compétition(s) continentale(s) | Total | Total |
| Saison                | Club                  | Division              | M.          | B.          | M.                    | B.                    | Comp.                          | M.                             | B.                             | M.    | B.    |
| 2013-2014             | Arbroath FC (prêt)    | League One            | 11          | 8           | 0                     | 0                     | -                              | -                              | -                              | 11    | 8     |
| 2014-2015             | Motherwell FC         | Premiership           | 34          | 5           | 3                     | 1                     | C3                             | 1                              | 0                              | 38    | 6     |
| Sous-total            | Sous-total            | Sous-total            | 45          | 13          | 3                     | 1                     | -                              | 1                              | 0                              | 49    | 14    |
| 2015-2016             | Leeds United          | Championship          | 10          | 0           | 1                     | 0                     | -                              | -                              | -                              | 11    | 0     |
| 2015-2016             | Bury FC (prêt)        | League One            | 3           | 0           | 0                     | 0                     | -                              | -                              | -                              | 3     | 0     |
| Sous-total            | Sous-total            | Sous-total            | 13          | 0           | 1                     | 0                     | -                              | -                              | -                              | 14    | 0     |
| Total sur la carrière | Total sur la carrière | Total sur la carrière | 58          | 13          | 4                     | 1                     | -                              | 1                              | 0                              | 63    | 14    |